# واسیا
واسیا (به ایتالیایی: Vasia) یک کومونه در ایتالیا است که در استان ایمپریا واقع شده‌است.

## خصوصیات
واسیا ۱۰٫۸ کیلومترمربع مساحت و ۴۲۳ نفر جمعیت دارد و ۳۸۵ متر بالاتر از سطح دریا واقع شده‌است.